# Gregorio Aráoz de La Madrid

General Aráoz de La Madrid

Gregorio Aráoz de La Madrid, auch Lamadrid (* 21. November 1795 in San Miguel de Tucumán in Argentinien; † 5. Januar 1857 in Buenos Aires), war ein argentinischer Militärführer, General und Politiker. Er kämpfte mit den Generälen José de San Martín und Manuel Belgrano für die Unabhängigkeit von den Spaniern, unter anderem in der Schlacht von Tarija 1817, und nahm mit General José María Paz auch am Bürgerkrieg teil. 1840 war er kurz Gouverneur der Provinz Tucumán. Er verfasste einige Werke über die Anfänge des Staates Argentinien. Er wurde in der Kathedrale seiner Heimatstadt San Miguel de Tucumán begraben.

## Werke
- Memorias del General Gregorio Aráoz de la Madrid
- Observaciones sobre las Memorias postumas del brigadier general d. José M. Paz
- Las guerras civiles, el Rosismo
- Orijen de los males y desgracias de las repúblicas del Plata, documentos curiosos para la historia